# Arxiu Històric de Mollet del Vallès
L'Arxiu Històric de Mollet del Vallès (AHMVA) és l'arxiu municipal i, a la vegada, l'arxiu històric responsable de reunir, conservar, organitzar, descriure i difondre la documentació històrica del municipi de Mollet del Vallès; així com de gestionar la documentació administrativa generada per l'Ajuntament de Mollet del Vallès i els seus organismes. L'Arxiu Històric Municipal és l'òrgan de l'Ajuntament especialitzat en la gestió, el tractament, la custòdia i la difusió de la documentació contemporània generada per l'Administració municipal des de finals del segle xix fins als nostres dies, així com d'altre tipus de fons (històric, fotogràfic, d'imatges i de l'hemeroteca de la ciutat). D'acord amb la legislació vigent, a l'Arxiu se li atribueixen les funcions de:
- Organitzar la documentació que es genera des de les dependències municipals.
- Garantir als ciutadans el dret d'accés als fons documentals que es custodien a l'arxiu.
- Facilitar la investigació als estudiosos.
- Vetllar per la salvaguarda i la divulgació del patrimoni documental del municipi.

El Servei d'Arxiu fa una funció administrativa i cultural. És un element bàsic de suport a la gestió de l'administració municipal. Alhora, l'Arxiu és, també, un instrument de gestió cultural pel seu compromís amb el patrimoni documental de Mollet del Vallès, tant del provinent de l'Ajuntament com del cedit per particulars. És, doncs, una plataforma d'informació i cultura al servei de tota la comunitat local.

## Història
La història de l'Arxiu Municipal de Mollet del Vallès està íntimament vinculada a la tasca dels secretaris de l'Ajuntament, que actuen com a secretaris-arxivers. No obstant fou l'alcalde Antoni Subirana qui exigí, en data 25 de gener de 1869, un inventari detallat de tota la documentació municipal i ordenà la construcció d'un armari per a custodiar-la. Des d'aleshores, tenim constància dels següents inventaris de la documentació de l'arxiu municipal:
- 1875-1885, realitzat pel secretari Teodor Vila Termens
- 1905, dos inventaris elaborats pel secretari Josep Alsina
- 1906, inventari d'Enric Rojas Cantos

Fou el 29 d'octubre de 1983 quan s'adoptà l'acord de creació de l'Arxiu Històric Municipal de Mollet del Vallès.
El mes de gener de 2003, arran del trasllat de l'Arxiu Històric Municipal a les noves dependències de la Casa de la Vila, s'inicià un procés de qualificació de la seva funció d'arxiu administratiu i històric i de dinamització de la seva missió pública, de conservació i custòdia de la documentació municipal, i dels diversos fons, per ser posats al servei dels ciutadans i d'estudiosos i investigadors.
Aquest procés sorgia d'un estudi de diagnosi que l'Ajuntament havia encarregat l'any 2001, prèviament al trasllat, a l'Associació d'Arxivers de Catalunya. Segons aquest estudi, es plantejava ja la necessitat ineludible d'aplicar el contingut de la nova Llei 10/2001, d'arxius i documents i, més concretament, amb la necessitat de redactar un pla director. Aquest Pla director per a la reorganització de l'Arxiu Municipal de Mollet del Vallès es va acabar de redactar a finals de 2004 en col·laboració amb la Diputació de Barcelona.
A partir d'aquest moment, sempre amb el suport de la Diputació de Barcelona, l'Ajuntament treballa amb aquesta guia de treball establerta aplicant un nou sistema de classificació, desenvolupant els instruments de descripció i, en definitiva, evolucionant cap a l'establiment d'un sistema de gestió documental per a tota la institució i un arxiu accessible per a tothom.

## Edifici
L'Arxiu Històric Municipal es troba a l'interior de la Casa de la Vila. L'edifici consistorial és obra de l'equip d'arquitectes Serra-Vives-Cartagena i es va inaugurar el 9 de novembre de 2002. L'illa de Can Mulà va obtenir el Premi europeu d'espai públic urbà 2000 atorgat pel Centre de Cultura Contemporània de Barcelona i l'Institut Francès d'Arquitectura. L'edifici té tres àmbits diferenciats: l'Oficina d'Atenció Ciutadana, l'espai institucional i l'espai administratiu.
L'Arxiu es troba a la planta baixa de l'edifici administratiu; al soterrani hi ha un espai adient per guardar documents, amb els últims avenços tecnològics on es troben més d'un quilòmetre lineal d'arxius.

## Fons
El contingut del fons abasta un període cronològic que va del segle xv al segle XXI si bé, la documentació que es conserva fins al 1890 és molt escassa. A banda del fons de l’Ajuntament de Mollet del Vallès que constitueix el principal fons que es conserva a l'Arxiu, es disposa també d'una sèrie de fons i col·leccions no municipals, procedents de donacions externes. En aquest sentit, l'Arxiu ha obert també una important línia de treball de captació i tractament de fons externs. Així, en els últims anys s'han incorporat a l'Arxiu, entre d'altres, la Col·lecció Martí Pou, la Col·lecció Andreu Malgà, el fons de la Teneria Moderna Franco-Española, popularment coneguda com la Pelleria, el fons documental de Jordi Solé i Tura o el del poeta Joan Aliguer Vegué.